# Marcello Nizzoli
Marcello Nizzoli (Boretto, Reggio Emilia, Italia, 1887 - Camogli, Italia, 1969) fue un diseñador italiano, famoso por haber sido jefe de la oficina de diseño de Olivetti durante muchos años y haber creado la mítica máquina de escribir portátil Lettera 22 para la misma empresa.

## Semblanza
Durante su carrera se desempeñó en una amplia variedad de campos del diseño, realizando tanto desarrollo de productos industriales como gráfica y arquitectura.
Fue diplomado en la Escuela de Bellas Artes de Parma. Debutó como pintor y diseñador de telas y tejidos en 1914 cuando se presentó en una exposición en Milán con telas bordadas y pintadas. En aquella oportunidad usó un estilo de dibujos de flores, que representaron los primeros ensayos del diseño aplicado a las necesidades industriales. En 1918, Nizzoli abre un estudio en Milán y diseñó textiles según las pautas del estilo art déco, que mostró más tarde en la Bienal de Monza en 1923 y en París en 1925. Además, Nizzoli diseñó carteles para Campari, Maga, y en la OM como diseñador gráfico durante la década de 1920. Como protagonista de la vanguardia artística y cultural de principios de siglo, sufrió en primer lugar la influencia de la Secesión de Viena, luego del futurismo y por último, se acercó a la búsqueda abstracta de las formas, compartiendo con entusiasmo el programa racionalista de la Bauhaus.
Fue galardonado con el primer Compasso d'Oro en 1954 por su diseño de la máquina de escribir portátil Olivetti Lettera 22, y recibió un segundo Compasso d'Oro en 1957 por la máquina de coser "Mirella".

## Imágenes
|  |  |  |